# Ta Khmau
Ta Khmau (tiếng Khmer: ស្រុកតាខ្មៅ) là thành phố tỉnh lỵ của tỉnh Kandal, miền trung Campuchia. Thị xã này nằm cách Phnom Penh 11 km về phía nam. Thành phố bao gồm 6 xã (khum) và 20 làng (phum).
Trước tháng 10 năm 2008, Ta Khmau vốn là một huyện thuộc tỉnh Kandal.